# Domenico Scarlatti
Domenico Scarlatti (n. 26 octombrie 1685, Napoli, Regatul Neapolelui – d. 23 iulie 1757, Madrid, Madrid⁠(d), Spania) a fost un compozitor baroc și clavecinist virtuoz italian. Este cunoscut pentru sonatele sale pentru clavecin.
Domenico Scarlatti s-a născut în același an cu Johann Sebastian Bach și Georg Friedrich Händel. Fiu a lui Antonio Scarlati a lucrat ca asistent al tatălui său la Napoli. A fost trimis la studii la Veneția (1708) unde i-a întâlnit pe Georg Friedrich Handel și pe Antonio Vivaldi.
În anul 1723 era mentorul prințesei Spaniei (încoronată ulterior) Maria Barbara.

## Opere
- L’Ottavia Ristituita al Trono (Giulio Convò), melodramma (1703 Napoli)
- Il Giustino (Giulio Convò nach Nicolò Beregan), dramma per musica (1703 Napoli)
- L’Irene (Giulio Convò? după Girolamo Frigimelica de’ Roberti), dramma per musica (1704 Napoli)
- La Silvia (Carlo Sigismondo Capece), dramma pastorale (27 ianuarie 1710 Roma)
- Tolomeo et Alessandro, overo La Corona Disprezzata (Carlo Sigismondo Capece), dramma per musica (19 ianuarie 1711 Roma)
- L’Orlando, overo la Gelosa Pazzia (Carlo Sigismondo Capece după Ludovico Ariosto), dramma (1711 Roma)
- Tetide in Sciro (Carlo Sigismondo Capece), dramma per musica (10 ianuarie 1712 Roma)
- Ifigenia in Aulide (Carlo Sigismondo Capece), dramma per musica (11 ianuarie 1713 Roma)
- Ifigenia in Tauri (Carlo Sigismondo Capece), dramma per musica (1713 Roma)
- Amor d’un Ombra e Gelosia d’un Aura (Carlo Sigismondo Capece), dramma per musica (15 ianuarie 1714 Roma); prelucrată ca Narciso (Paolo Antonio Rolli după Capece, 30 mai 1720 Londra)
- Ambleto (Apostolo Zeno și Pietro Pariati), dramma per musica (Carnaval 1715 Roma)
- Dirindina (Girolamo Gigli), farsetta per musica (Intermezzo zu Ambleto, 1715 Lucca)
- Berenice Regina di Egitto overo Le Gare d’Amore, e di Politica (Antonio Salvi), dramma per musica (Carnaval 1718 Roma)